# Кудепстинский культовый камень
Кудепстинский культовый камень (также  Черкесский камень) — мегалитический памятник, расположенный недалеко от микрорайона Кудепста, входящего в Хостинский район города Сочи. Камень находится недалеко от жилых домов Кудепсты, в пятнадцати – двадцати минутах ходьбы от бывшей школы-интерната. Высота над уровнем моря - около 160 м..
Камень представляет собою глыбу песчаника, треснувшую почти по диагонали. В плане глыба имеет четырёхугольную форму размером 4,6х4,4 метра. Камень асимметричен по высоте: южная сторона имеет высоту 1,6 метра, а северная - около 1 м. Обработана только восточная половина камня. Там выбиты два углубления, напоминающие сиденья, разделенные своеобразным «подлокотником». Ширина сидений – 75 см, глубина - 45 см. Сиденья направлены по азимуту 60 градусов, предположительно на точку восхода солнца в дни зимнего солнцестояния. Сзади сидений расположена площадка, имеющая наклон в сторону сидений. Площадка имеет длину 1,95 м и ширину 0,9 метра. Площадка огорожена с трех сторон «бортиком» высотой 15 см. На самом камне и на камнях вокруг найдены лунки различной формы.
Среди археологов нет единого мнения о времени создания памятника. Многие склонны считать кудепстинский камень принадлежащим к дольменной культуре Западного Кавказа.
В конце 1960-х годов памятник обследовали абхазский историк, этнограф и литературовед Ш. Д. Инал-Ипа и художник и краевед-любитель В. С. Орелкин, которые провели так же раскопки вокруг камня . Проведенные раскопки показали, что перед камнем имеется вымостка из плоских камней и круглый камень, на котором длительное время разводили огонь. Инал-Ипа полагал средневековый возраст камня. Другие авторы отнесли его по внешним особенностям к мегалитическому времени. Последнее более вероятно, так как черкесское население не делало лунок на камнях, по крайней мере, сведений об этом не имеется, в то время как на камне их немало.

## Галерея

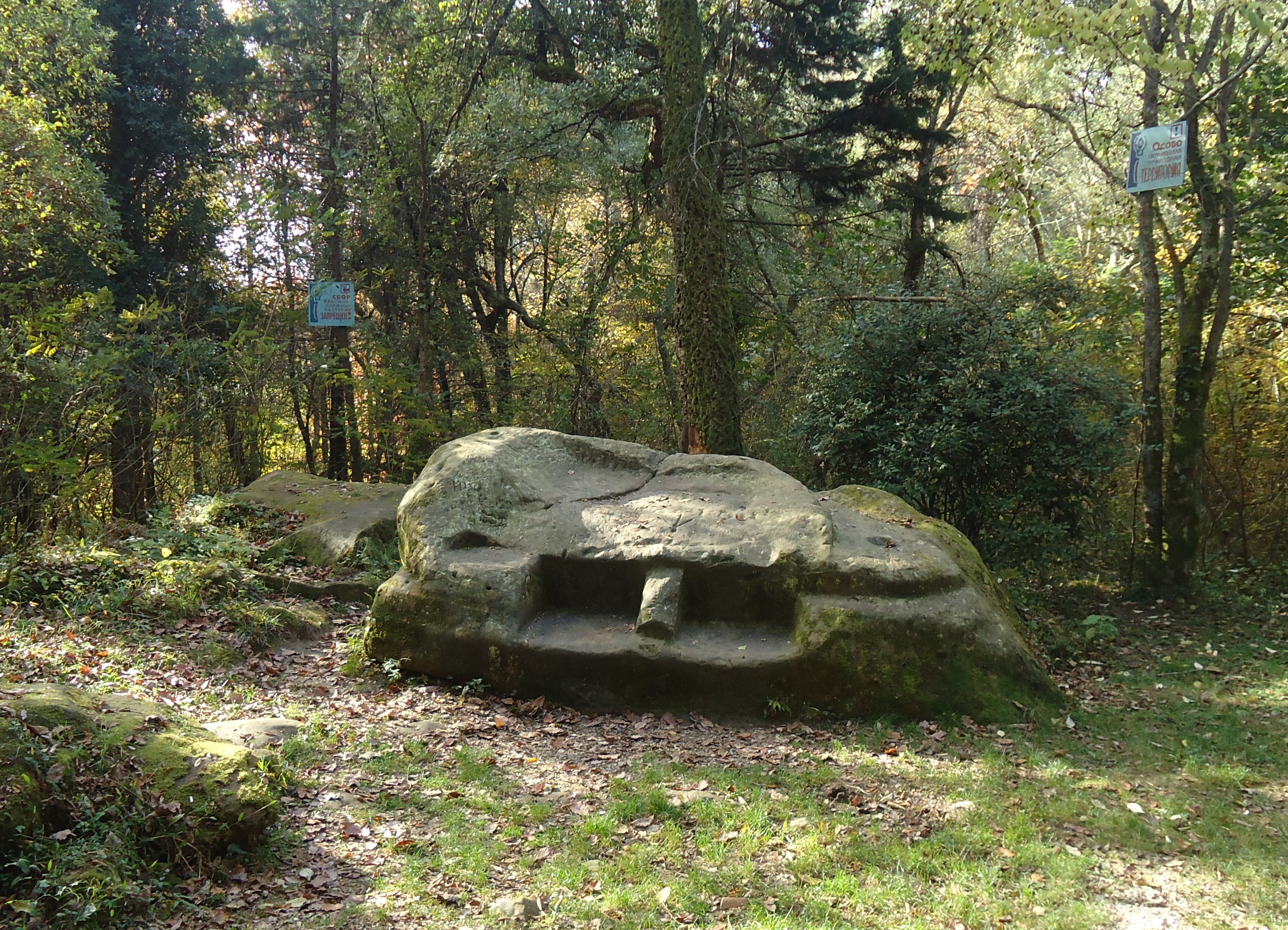
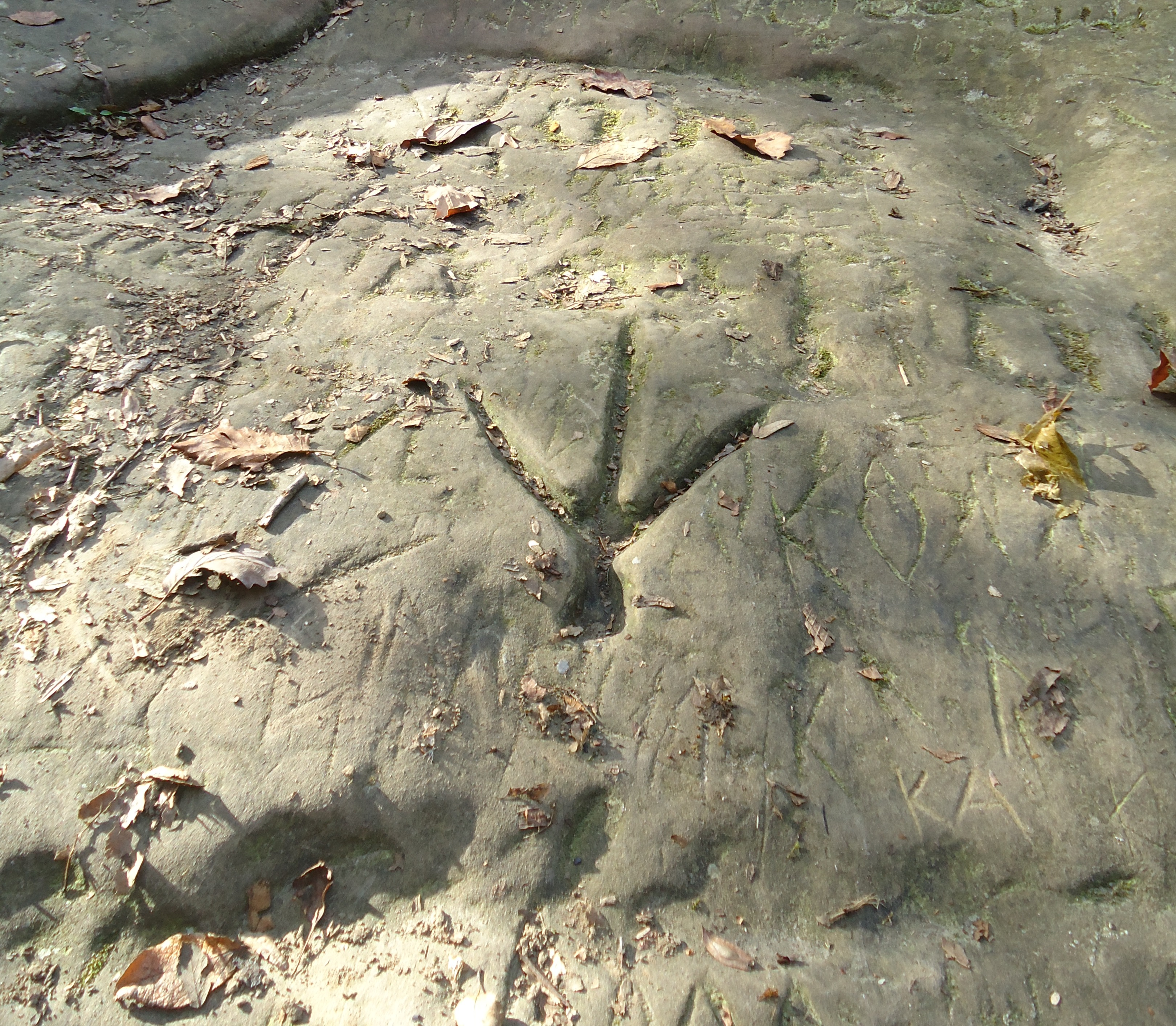